# 凌云南星
凌云南星（学名：Arisaema lingyunense）是天南星科天南星属的植物，为中国的特有植物。分布于中国大陆的广西等地，生长于海拔1,360米至1,700米的地区，一般生长在山谷沼泽，目前尚未由人工引种栽培。

## 别名
三步跳（广西凌乐）